# Hypna
Genre
Hypna est un genre d'insectes lépidoptères de la famille des Nymphalidae et de la sous-famille des Charaxinae.

## Liste des espèces
Il ne comporte qu'une seule espèce Hypna clytemnestra dont plusieurs sous-espèces sont parfois considérées comme des espèces à part entière, et en particulier Hypna iphigenia.
Hypna clytemnestra (Cramer, 1777).
- Hypna clytemnestra clytemnestra
- Hypna clytemnestra corymbaensis Talbot, 1928 ; présent au Brésil.
- Hypna clytemnestra forbesi Godman & Salvin, [1884] ; présent au Brésil.
- Hypna clytemnestra huebneri Butler, 1866 ; présent au Brésil.
- Hypna clytemnestra iphigenia ou Hypna iphigenia Herrich-Schäffer, 1892 ; présent à Cuba.
- Hypna clytemnestra mexicana Hall, 1917 ; présent au Mexique.
- Hypna clytemnestra rufescens Butler, 1866 ; présent au Venezuela et en Colombie.

## Source
- funet